# Schefflera costata
Schefflera costata är en araliaväxtart som beskrevs av Albert Charles Smith. Schefflera costata ingår i släktet Schefflera och familjen araliaväxter. IUCN kategoriserar arten globalt som sårbar.
Artens utbredningsområde är Fiji. Inga underarter finns listade.